# Alkyoné
Alkyoné (řecky Ἁλκυόνη, latinsky Alcyone) je v řecké mytologii dcerou vládce větrů Aiola.
Provdala se za tráchínského krále Kéýka. Byl to vášnivý mořeplavec a Alkyoné, která ho velice milovala, jen nerada viděla, že se vydává na moře v každém počasí. Vždyť sama ze svého domova věděla, jak prudké a zrádné mohou mořské větry být.
Tak se stalo, že Kéýx vyplul na moře, kde ho zastihla prudká bouře. Přes všechnu zkušenost mořeplavců loď ztroskotala a byla vyvržena na pobřežní skaliska. Jakmile tělo mrtvého manžela spatřila, ze zoufalství se vrhla do vln, aby zahynula spolu s ním.
To však bohové nemohli dopustit. Pro její velkou lásku k manželovi ji proměnili v ptáka ledňáčka. Potom oživili jejího manžela a proměnili ho také. A vypráví se, že tak žijí spolu na mořském břehu a bůh Aiolos ochraňuje je i jejich děti před nebezpečím.

## Odraz v umění
Mýtus o Alkyoné a její proměně v ledňáčka zpracoval Ovidius ve svých Proměnách. Narážka je také v Homérově Ilias, která je mnohem starší